# O căruță pe drumul înzăpezit de la Honfleur
O căruță pe drumul înzăpezit de la Honfleur (în franceză La Charrette, route sous la neige à Honfleur) este o pictură în ulei pe pânză realizată în 1865 de Claude Monet. Tabloul înfățișează un bărbat într-o căruță de lemn care călătorește pe un drum plin de zăpadă în Honfleur.
O căruță pe drumul înzăpezit de la Honfleur este unul dintre cele aproape 140 de peisaje cu zăpadă pictate de Monet. Se crede că este primul său peisaj cu zăpadă finalizat și este asemănător cu alte peisaje cu zăpadă realizate de el, cum ar fi Drumul din fața fermei Saint-Simeon în timpul iernii, Coțofana, Stradă înzăpezită, Argenteuil și Capa roșie.
Pictura este considerată a fi puternic influențată de peisajele cu zăpadă ale artistului japonez Utagawa Hiroshige (1797-1858), precum Ochanomizu și Vreme senină după ninsoare la Kaneyama (1797-1858)[1] Aspecte precum punctul de dispariție și culorile variate ale zăpezii pot determina că pictura a fost influențată de aspecte japoneze.